# Новоберёзовский сельсовет (Алтайский край)
Новоберёзовский сельсовет — бывшие муниципальное образование со статусом сельского поселения и административно-территориальное образование в Первомайском районе Алтайского края России.
Административный центр — село Новоберёзовка.
Сельсовет упразднён в 2022 году, а все всходившие в его состав населённые пункты включены в Журавлихинский сельсовет.

## Население
| 1997 | 1998 | 1999 | 2000 | 2001 | 2002 | 2003 | 2004 | 2005 | 2006 |
| ---- | ---- | ---- | ---- | ---- | ---- | ---- | ---- | ---- | ---- |
| 678  | →678 | ↘665 | ↘646 | ↘631 | ↘602 | ↘590 | ↗597 | ↘562 | ↗564 |
| 2007 | 2008 | 2009 | 2010 | 2011 | 2012 | 2013 | 2014 | 2015 | 2016 |
| ↗572 | ↘565 | ↘556 | ↘507 | →507 | ↘488 | ↗489 | ↘473 | ↘469 | ↘468 |
| 2017 | 2018 | 2019 | 2020 | 2021 |      |      |      |      |      |
| ↗470 | ↘466 | ↘457 | ↘447 | ↘421 |      |      |      |      |      |

По результатам Всероссийской переписи населения 2010 года, численность населения муниципального образования составила 507 человек, в том числе 243 мужчины и 264 женщины.

## Населённые пункты
В состав сельсовета входили 2 населённых пункта:
| № | Населённый пункт | Тип  | Население |
| - | ---------------- | ---- | --------- |
| 1 | Малая Повалиха   | село | ↘68       |
| 2 | Новоберёзовка    | село | ↗421      |